# Syllitus sinuatus
Syllitus sinuatus är en skalbaggsart som beskrevs av Mckeown 1937. Syllitus sinuatus ingår i släktet Syllitus och familjen långhorningar. Inga underarter finns listade i Catalogue of Life.